# 2010年中华人民共和国国务院政府工作报告
2010年中华人民共和国国务院政府工作报告于2010年3月5日在第十一届全国人民代表大会第三次会议中由国务院总理温家宝发表。这是温家宝发表的第七份工作报告，也是其第二个总理任期内第二份政府工作报告。